# Sarajevo-Stari Grad
Stari Grad („Altstadt“) ist eine Gemeinde (općina) mit knapp 37.000 Einwohnern im Stadtgebiet der bosnischen Hauptstadt Sarajevo. Während des Bosnienkrieges spaltete sich der serbisch dominierte Ostteil der Gemeinde ab und bildet heute die Gemeinde Istočni Stari Grad („Östliche Altstadt“) in der Republika Srpska.

## Geographie

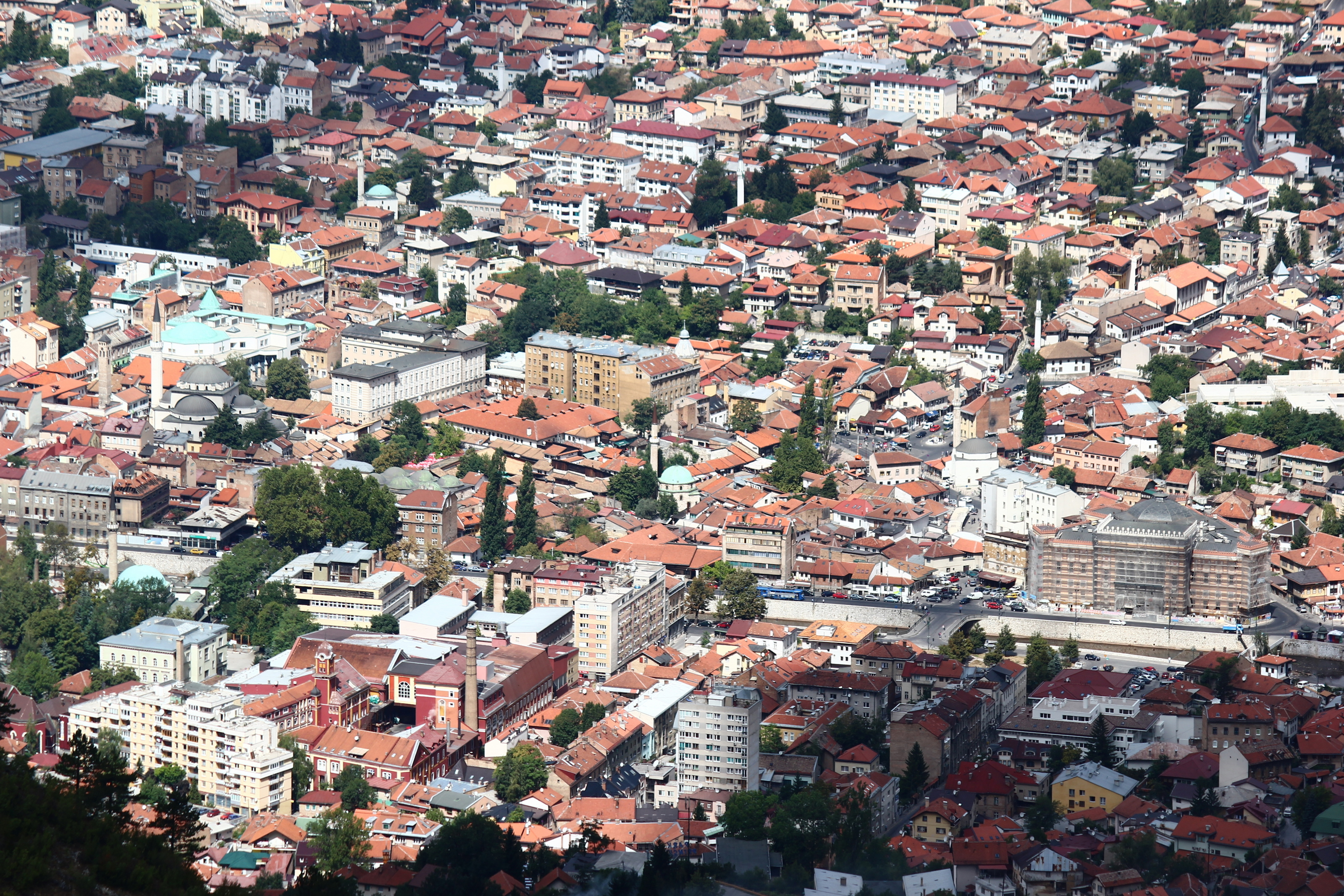
Blick vom Trebević auf Stari Grad

Die Gemeinde Stari Grad wird begrenzt von den Gemeinden Ilijaš im Norden, Istočni Stari Grad im Osten und Süden und Centar im Westen. Hier befindet sich der osmanische Stadtkern von Sarajevo, die Baščaršija, mit den bekanntesten Sehenswürdigkeiten wie der Sebilj, der Gazi-Husrev-Beg-Moschee, der Lateinerbrücke und der Vijećnica, dem alten Rathaus. Auch die römisch-katholische Herz-Jesu-Kathedrale aus dem 19. Jahrhundert steht in Stari Grad, während die westliche, jüngere Hälfte des Stadtzentrums zur Gemeinde Centar zählt. Die Miljacka durchquert das Gemeindegebiet, zu dem neben der dicht besiedelten Altstadt auch bewaldete Gebiete nördlich sowie südlich an den Hängen des Trebević zählen. Weitere Stadtviertel, die zur Gemeinde Stari Grad zählen, sind Alifakovac, Bistrik und Bentbaša an der Miljacka, sowie Vratnik. Zur Verbandsgemeinde gehört außerdem die ländlich geprägte mjesna zajednica Mošćanica an der Entitätengrenze zur Republika Srpska, benannt nach dem gleichnamigen Bach.

## Bevölkerung
Zur Volkszählung 2013 hatte die Gemeinde Stari Grad insgesamt 36.976 Einwohner, von denen sich 88,7 % als Bosniaken bezeichneten. Neben Kroaten (1,9 %) und Serben (1,3 %) gaben auch 8,1 % an, einer anderen oder keiner Volksgruppe anzugehören. Bereits 1991 war der Anteil der Jugoslawen und „Anderen“ in der Gemeinde überdurchschnittlich hoch.

## Partnerstädte
- Olovo[2]